# نافيا (أستورياس)
بلدية نافيا (بالإسبانية: Navia) هي بلدية تقع في منطقة أستورياس شمال غرب إسبانيا.

## الديموغرافيا
بلغ عدد سكان بلدية نافيا 9.015 نسمة عام 2011 (وفقاً للمعهد الوطني للإحصاء الإسباني).
| 9.136 | 9.154 | 9.068 | 9.058 | 9.044 | 9.190 | 9.015 |

## توأمة
لنافيا (أستورياس) اتفاقيات توأمة مع:
- موستوليس

## أعلام
- مانويل سواريز إي سواريز
- رامون دي كامبوأمور